# ヴォロニンツェの落穂拾い
ヴォロニンツェの落穂拾い(英: Glanes de Woronince), S. 249 は、フランツ・リストによる 3つのピアノ曲からなる組曲で、1847年にヴォロニンツェのカロリーネ・ツー・ザイン＝ヴィトゲンシュタインの邸宅で書かれ、カロリーネの娘である、マリー・フォン・ザイン＝ヴィトゲンシュタイン王女に献呈された。

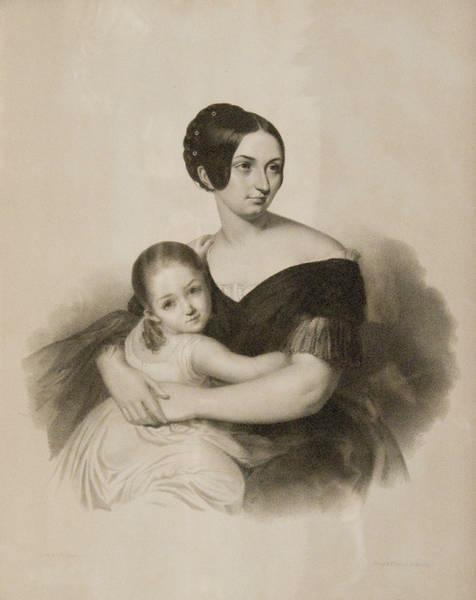
カロリーネ・フォン・ザイン＝ヴィトゲンシュタインと娘（1840年頃）

リストが王女に初めて会ったのは、同年2月14日にキーウで演奏した時だった。ザイン＝ヴィトゲンシュタインは最近夫と別居したばかりであり、ポドリアにある自分の邸宅でしばらく過ごすようリストを誘った。リストは10日間滞在した後、秋に戻ることを約束してコンサートツアーに出発したのち、9月18日頃に戻り、1848年1月初旬まで滞在した。リストとザイン＝ヴィトゲンシュタインの関係が発展し、彼女がロシア皇帝アレクサンドル2世に離婚を申請し、リストと結婚する計画を立てる段階にまで発展したのは、この3か月の間であった。この時期に、リストは詩と宗教のハーモニーの多くを完成させた。